# Jan Rajnoch
Jan Rajnoch (ur. 30 września 1981 we Frýdlancie) – piłkarz czeski grający na pozycji środkowego ofensywnego obrońcy lub pomocnika.

## Kariera klubowa
Karierę piłkarską Rajnoch rozpoczął w juniorach Sparty Praga. Nie mogąc przebić się do pierwszej drużyny został wypożyczony do drugoligowego zespołu FK Mladá Boleslav. Tam grał przez prawie cały sezon i wrócił do Sparty zaliczając jeden mecz w trzecioligowych rezerwach tego klubu. W 2002 roku został ponownie wypożyczony, tym razem do innego drugoligowca, SC Xaverov. Na początku 2003 roku Jan odszedł do innego praskiego zespołu, Bohemians 1905, w którym grał w pierwszym składzie, jednak na koniec sezonu 2002/2003 spadł z nim do drugiej ligi. W Bohemians 1905 grał do końca roku, a w 2004 powrócił do pierwszej ligi, gdy zmienił klub i został piłkarzem 1. FC Slovácko, która później zmieniła nazwę na 1. FC Slovácko. Tam grał w podstawowym składzie i dwukrotnie pomógł temu klubowi w utrzymaniu się w pierwszej lidze. Jesień 2006 także rozpoczął w Slovácku, ale jeszcze przed zamknięciem okna transferowego powrócił do FK Mladá Boleslav, ówczesnego wicemistrza kraju. W 2007 roku zajął z tym klubem 3. miejsce w czeskiej lidze, a w sezonie 2007/2008 zdobywając 11 goli w lidze stał się jej najskuteczniejszym obrońcą. Na początku 2009 roku Rajnoch został wypożyczony do Energie Cottbus, z którym spadł z pierwszej ligi niemieckiej do drugiej. Po powrocie, do końca roku grał w FK Mladá Boleslav.
Na początku 2010 roku Rajnoch przeszedł do tureckiego MKE Ankaragücü. Grał w nim do 2011 roku. Następnie przeszedł do Sivassporu. W 2013 roku został zawodnikiem klubu Adana Demirspor. W 2014 roku grał w Slovanie Liberec, a następnie został zawodnikiem Sigmy Ołomuniec.
| Sezon   | Klub              | Kraj   | Rozgrywki         | Mecze | Bramki |
| ------- | ----------------- | ------ | ----------------- | ----- | ------ |
| 2001/02 | FK Mladá Boleslav | Czechy | 2. Gambrinus liga | 19    | 2      |
| 2001/02 | Sparta Praga B    | Czechy | III liga          | 1     | 0      |
| 2002/03 | SC Xaverov        | Czechy | 2. Gambrinus liga | 10    | 1      |
| 2002/03 | Bohemians 1905    | Czechy | 1. Gambrinus liga | 14    | 2      |
| 2003/04 | Bohemians 1905    | Czechy | 2. Gambrinus liga | 11    | 7      |
| 2003/04 | 1. FC Synot       | Czechy | 1. Gambrinus liga | 14    | 0      |
| 2004/05 | 1. FC Slovácko    | Czechy | 1. Gambrinus liga | 29    | 1      |
| 2005/06 | 1. FC Slovácko    | Czechy | 1. Gambrinus liga | 28    | 2      |
| 2006/07 | 1. FC Slovácko    | Czechy | 1. Gambrinus liga | 5     | 0      |
| 2006/07 | FK Mladá Boleslav | Czechy | 1. Gambrinus liga | 22    | 4      |
| 2007/08 | FK Mladá Boleslav | Czechy | 1. Gambrinus liga | 29    | 11     |
| 2008/09 | FK Mladá Boleslav | Czechy | 1. Gambrinus liga | 15    | 1      |
| 2008/09 | Energie Cottbus   | Niemcy | Bundesliga        | 10    | 0      |
| 2009/10 | FK Mladá Boleslav | Czechy | 1. Gambrinus liga | 16    | 3      |
| 2009/10 | MKE Ankaragücü    | Turcja | Süper Lig         | 13    | 1      |
| 2010/11 | MKE Ankaragücü    | Turcja | Süper Lig         | 33    | 3      |
| 2011/12 | MKE Ankaragücü    | Turcja | Süper Lig         | 8     | 1      |
| 2011/12 | Sivasspor         | Turcja | Süper Lig         | 21    | 4      |
| 2012/13 | Sivasspor         | Turcja | Süper Lig         | 25    | 2      |
| 2013/14 | Adana Demirspor   | Turcja | 1. Lig            | 16    | 1      |
| 2013/14 | Slovan Liberec    | Czechy | 1. Gambrinus liga | 10    | 1      |
| 2014/15 | Slovan Liberec    | Czechy | 1. Gambrinus liga | 3     | 0      |
| 2014/15 | Sigma Ołomuniec   | Czechy | 2. Gambrinus liga | 23    | 0      |
| 2015/16 | Sigma Ołomuniec   | Czechy | 1. Gambrinus liga | 14    | 0      |

## Kariera reprezentacyjna
W reprezentacji Czech Rajnoch zadebiutował 20 sierpnia 2008 roku w zremisowanym 2:2 towarzyskim spotkaniu z reprezentacją Anglii.